# 国際法
国際法（、英: International Law, Law of Nations、仏: Droit international, Droit des gens、西: Derecho Internacional）とは、国際社会（「国際共同体」英: the international community、仏: la communauté internationale、西: la comunidad internacional）を規律する法をいう。国際私法と対比させて国際公法（英: Public International Law、仏: Droit international public、西: Derecho Internacional Público）ともいわれるが、国内法制度における私法と公法の関係のように両者が対立的な関係にあるわけではない。条約、慣習国際法、法の一般原則が国際法の存在形式（形式的法源）とされる。かつては国家間の関係のみを規律する法と考えられてきたが、現代では国際組織や個人の関係や、これらと国家との関係を規律する法も含むものと考えられている。
朝貢を国際関係の主体とする華夷秩序や、江戸時代初期の朱印船貿易は一般的には国際社会全体を拘束する国際法であるとは見做されていない。

## 概説
国際法は、オッペンハイムが定義する文明諸国家相互間の関係で、国家行為を拘束する規則または原則の一体である、といわれる。そして国際法は成文化されたもの（条約）と慣習によって成り立つ不文のもの（慣習法）、法の一般原則によって成り立っており、国家および国際機構の行動、そして今日ではこれに加えて、個人の行動や多国籍企業の行動（特に、国際投資法）も、これによって法的に規律される。

## 用語
「国際法」という言葉は、1873年に箕作麟祥が「International Law」の訳語として考え出し、1881年の東京大学学科改正により正式採用されたものである。それ以前の幕末当時には、タウンゼント・ハリスが初代駐日公使となり、日米修好通商条約締結を求めた際に国際法は「万国普通之法」と訳されている。その後隣国清朝でヘンリー・ホイートンの Elements of International Law が『万国公法』と訳されるとそれが国境を越えて流布し、以後しばらく中国や日本では「万国公法」という訳語が「International Law」の訳語として使用された。また、他にも「列国交際法」、「宇内の公法」とも呼ばれていた。また、"Law of Nations"は、「国際法」と訳されることがあるが、「諸国家の法」「諸国民の法」などと訳されることもある。
フランス語では、「国際法」として、「Droit international public」（国際公法）と「Droit des gens」（万民法）という二つの用語がある。今日では前者が一般に用いられるが、ラテン語の「ius gentium」（ユス・ゲンティウム）つまり万民法に由来する後者は古典的な用語法で、現代では特に人々を念頭においたときに用いられる（例えば、ジェノサイドを"un crime de droit des gens"と表現するものとして、「ジェノサイド条約に対する留保」国際司法裁判所勧告的意見、C.I.J.Recueil 1951, p.23）。ヨーロッパの大学における国際法の講義の名称として、"Droit des gens"を今日でも続けて用いている大学もある。
オランダ語では、 「internationaal publiekrecht」（国際公法）と「volkenrecht/volkerenrecht」（万民法）、「Internationaal recht」（国際法）という呼称がある。
ドイツ語では、「Internationales Öffentliches Recht」（国際公法）と「Völkerrecht」（万民法）という二つの呼称がある。
なお、「比較法/比較法学」は、国際法と全く異なる概念である。

## 発達史

### 実定国際法の成立
国際法は国家主権の確立によって発展するが、それまでの国際法は「君主間の法」とも呼ばれ、国家を人格的に代表する君主は人間であるために自然法により規制されるという考えによる法体系となっていた。
国際法は16世紀から17世紀のヨーロッパにおける宗教戦争の混乱を経て、オランダの法学者グローティウスや、スペインの神学者であり法学者であったスアレス（Francisco Suárez）、ビトリア（Francisco de Vitoria）らが創始したと考えられている。スアレスによれば、万民法（jus gentium）は慣習法として成立し、それが実定法として国際社会全体を拘束すると考えた。また、グローティウスの『自由海論』は当時の国際法的思考に大きな影響を与えたといわれる。ウェストファリア条約以降、国家間の紛争、通商および外交関係を規律する法として成立、発展していった。

### 近代国際法の発展
伝統的な「国際社会」（仏: la société internationale）は、主権国家の並列状態のみが想定されており、したがって国際法の主体となりうるものは国家のみであった。この基本的な構造はそのため従来的な国際法とは、国家間の合意もしくは不文律のことのみを意味していた。会社などの法人や個人は国際法の主体となりえず、せいぜい国家が国際法に関する権利を行使する過程で影響を受ける存在でしかなかった。これはそもそもかつての国際法で紛争を抑制するために定められた国内管轄権に関する事項を規定しない内政不干渉の原則がウェストファリア体制で確立されたことに起因している。

### 現代国際法への移行
しかし現代では、国際人権法、国際人道法に見られるように、個人も国際法上の権利、義務の主体として位置づけられるようになった。また、国際環境法における「人類の共通の関心事」(common concern of humankind)あるいは「人類の共通利益」(common interests of humankind)概念のように、「人類」（仏: l'humanité）概念も登場するに至った。このように、今日では、従来の「国際社会」とは異なる、諸国家の相互依存性から自然発生的に形成された「国際共同体」（英: the international community、仏: la communauté internationale）という概念が、学説においてもまた実定法においても、徐々に浸透してきている。特に、フランスの国際法学者であるルネ＝ジャン・デュピュイからは、「国際共同体」とは「国際社会」と「人類」の弁証法(la dialectique)であるとの主張がなされている。様々なとらえ方のある概念ではあるが、現代国際法は、そのような「国際共同体」を規律する法であると今日では言うことができる（cf.「核兵器の威嚇または使用の合法性」国際司法裁判所勧告的意見ベジャウィ裁判長宣言、C.I.J.Recueil 1996 (I), pp.270-271, par.13）。

## 法源
「国際法の法源」には、一般的に二つの意味がある。第一に、「形式的法源」（les sources formelles）であり、これは、国際法という法の存在のあり方をいう。「国際法の法源」と言った場合、通常、この意味が当てはまる。すなわち、国際法は、「条約」及び「国際慣習」という形で存在し、後述するように現代では「法の一般原則」も国際法の法源に含まれるとされている。また、「判例」や「学説」は、これら条約、慣習法、法の一般原則の内容を確定させるための補助的法源とされている。これらのことは、以下のように国際司法裁判所規程38条1項に規定されている。
さらに国際組織による決議などの国際法上の法源性についても論じられることがある。
最新の議論によれば、大沼保昭によって、「裁判規範」と「行為規範」の区別が主張されている。すなわち、国際司法裁判所規程38条に列挙された、条約、慣習法、法の一般原則は、あくまで裁判を行う時に適用される法源であり、国家が国際社会で行動するときに拘束される国際法は、これらに加えて他にもあり、例えば、全会一致またはコンセンサスで決められた国連総会決議も行為規範として、国家を拘束すると主張される。国際司法裁判所の確立した判例によれば、国連総会決議は、たとえ拘束的ではなくとも、法的確信（opinio juris）の発現を立証する重要な証拠を提供する、とされる（「核兵器の威嚇または使用の合法性」勧告的意見、I.C.J.Reports 1996, Vol.I, pp.254-255, para.70. 「ニカラグアにおける及びニカラグアに対する軍事的、準軍事的行動事件」判決、I.C.J.Reports 1986, pp.100-104.）。
第二に、「実質的法源」（les sources matérielles）を指す場合がある。これは、上記、「形式的法源」（特に、条約と慣習法）が成立するに至った原因である、歴史的、政治的、道徳的要素や事実を指す。このように、「実質的法源」は、法的拘束力を有する法そのものではなく、国際法成立の要因であり、特に、法社会学の対象分野であるといえる。国家による一方的行為/一方的措置は、慣習国際法を形成する要因として、実質的法源になりうる。

### 条約
条約とは、一定の国際法主体（国家、国際組織等）がその同意をもとに形成する、加盟当事者間において拘束力を有する規範をいう。二国間条約と多数国間条約があり、ともに当事者の合意によって成立するが、後者はその成立に批准手続が取られることが多く、また特に多数の国が参加する場合には条約を管理する機関が置かれる場合がある。条約そのものの規律を対象とする国際法については1969年に国連国際法委員会によって法典化された条約法に関するウィーン条約がある。（条約法の項を参照。）

### 慣習国際法
慣習国際法は、不文ではあるが、条約と同等の効力を有する法源である。もっとも、不文であるため、それぞれの慣習国際法がいつ成立したのかを一般的にいうことは難しいが、もはや慣習国際法として成立したとされれば、国際法として国家を拘束する。
その成立には、「法的確信（羅: opinio juris）」を伴う「一般慣行」が必要である。「一般慣行」が必要とされるため、長い年月をかけて多くの国が実践するようになったことによって成立したものがある一方、「大陸棚への国家の権利」のように発表からわずか20年足らずで成立したとされるものなど、その成立は様々である。国際司法裁判所は1969年の「北海大陸棚事件」判決において、ある条約の規則が一般法になっているための必要な要素について、「たとえ相当な期間の経過がなくとも」（even without the passage of any considerable period of time）、「非常に広範で代表的な参加」（a very widespread and representative participation）があれば十分であるとし、また、「たとえ短くとも、当該期間内において、特別の影響を受ける利害関係をもつ国々を含む、国家の慣行(State practice)が、広範でかつ実質上一様で(both extensive and virtually uniform)あったこと」を挙げた(I.C.J.Reports 1969, pp.42-43, paras.73-74; 皆川洸『国際法判例集』391頁)。
「一貫した反対国」(persistent objector) 、すなわち、ある慣習法が生成過程にあるときに常にそれに反対していた国家、への当該慣習法の拘束力については、学説上、議論がある。国際司法裁判所は、1951年の「漁業事件」（イギリス対ノルウェー）判決において、領海10マイル規則に対して、ノルウェーがその沿岸においてその規則を適用するあらゆる試みに反対の表明を常に行っていた（[la Norvège] s'étant toujours élevée contre toute tentative de l'appliquer）ので、10マイル規則はノルウェーに対抗できない (inopposable) と判示した (C.J.I.Recueil 1951, p.131) 。
慣習法のみが一般国際法 (general international law) を形成する、という従来の理論に関して、小森光夫は疑問を提示し、慣習法の一般国際法化の際のその形成と適用について、それぞれ問題点を示している。すなわち、形成に関しては、慣習の一般化において、全ての国家の参加が必要とされずに、欧米諸国など影響力のある限られた数の国家の事実上の慣行のみでそれが認定されてきた点を挙げる。また、適用に関して、すでに一般化したとされる慣習法に、新独立国が自動的に拘束されるとする理論について、それが一貫した反対国と比べて差別的である点を挙げる。そうして、一般国際法の存在を慣習法に集約させて論じることを止め、別個に一般法秩序の条件の理論化を確立すべきだと主張する。

### 法の一般原則
法の一般原則とは、国際司法裁判所規程第38条第1項(c)にあるように「文明国が認めた法の一般原則」であり、主要法系に属する世界の国々の国内法に共通して認められる原則の中で、国際法秩序にも適用可能と判断できるものを指す。19世紀には国際法の法源は条約と慣習国際法であるとされてきたが、これらに加えて1921年の常設国際司法裁判所規程は法の一般原則を裁判基準として認め、国際司法裁判所規程も上記国際司法裁判所規程38条1項(c)のようにこの立場を踏襲した。さらに現代では二国間の仲裁裁判条約や、多数国間条約に定められた裁判条項においても裁判基準として挙げられていることから、法の一般原則は国際司法裁判所の裁判基準であることを超えて「法の一般原則」も国際法秩序における独立した法源であるとする考えが、今日では広く認められている。

## 基本原理
国際法秩序は、その根底に、一般原則（general principles; les principes généraux）を有する。これら一般原則を基盤として、またその内容を具現するために、各種条約及び慣習法規が存在しているといえる。一般諸原則の一部は、国際司法裁判所規程38条(c)の「文明国が認めた法の一般原則」（les principes généraux de droit reconnus par les nations civilisées; general principles of law recognized by civilized nations）として発現していると考えることができる。「法の一般原則」は、各国の国内法に共通に見られる法原則のうち国際関係に適用可能なもの、あるいは、あらゆる法体系に固有の法原則として、一般的にとらえられている。
国際裁判において適用された「法の一般原則」の例としては、信義誠実の原則（1974年「核実験事件（本案）」（オーストラリア対フランス、ニュージーランド対フランス）国際司法裁判所判決、I.C.J.Reports 1974, p.268, para.46）、衡平原則（1986年「国境紛争事件」（ブルキナファソ/マリ）国際司法裁判所判決、C.I.J.Recueil 1986, p.567, par.27; 1984年「メイン湾における海洋境界画定事件」（カナダ/米国）国際司法裁判所・小法廷判決、C.I.J.Recueil 1984, p.292, par.89; 前記「北海大陸棚事件」国際司法裁判所判決、I.C.J.Reports 1969, p.46, para.83ほか）、義務違反は責任を伴うの原則（1928年「ホルジョウ工場事件（本案）」常設国際司法裁判所判決）、「既判力」の法理（1954年「賠償を与える国連行政裁判所の判決の効力」国際司法裁判所勧告的意見、C.I.J.Recueil 1954, p.53）などが挙げられ、禁反言の法理（estoppel）のような英米法の概念も適用されるとされた場合もある（前記「北海大陸棚事件」国際司法裁判所判決、I.C.J.Reports 1969, p.26, para.30）。ただ、裁判所が、明示的に「法の一般原則」として援用することはまれである（一方が他方の義務履行を妨げた場合に、その義務違反を主張することはできないということを、「国際仲裁判例によって、また国内諸裁判所によって、一般的に認められる原則」とした例として、「ホルジョウ工場事件（管轄権）」常設国際司法裁判所判決、C.P.J.I., série A, 1927, n°9, p.31）。「国際法上の犯罪」(les crimes du droit des gens) において、第二次大戦中当時、「平和に対する罪」が必ずしも明確に犯罪行為として定まっていなかったにもかかわらず、「極東国際軍事裁判所」(極東国際軍事裁判)において、それが適用され処罰された事例があり、これが法の不遡及の原則に反するという批判がある。しかし、法の不遡及(non-rétroactivité; non-retroactivity)原則が、国際法、国内法共通の原則となり、特に刑事法の分野で確立されたのは、東京裁判が終了した1948年11月以降（1948年12月の「世界人権宣言」11条2項、1950年11月の欧州人権条約7条1項ほか、1966年12月の市民的及び政治的権利に関する国際規約15条1項）の事であった。加えて、1948年の世界人権宣言は単なる宣言に過ぎず法的拘束力のある「条約」ではなかったし、1950年の欧州人権条約では7条2項において、1966年の市民的及び政治的権利に関する国際規約でも15条2項において、それぞれ法の不遡及の原則の例外を認めている。
これらのうち、「信義誠実原則（原理）」(the principle of good faith) と「衡平原則（原理）」(the principle of equity) は、国際法の解釈及び適用の際に、常に働く。
信義誠実原則は、正直、真摯という主体的(subjective)な意味と、相手側を尊重する、という客体的(objective)な意味に分かれる。それは主として、国際法の解釈において作用する。ウィーン条約法条約31条は、条約は誠実に解釈されなければならないと規定する。これは、自国の表明した意思に正直、真摯に、かつ相手国の利益や立場を合理的に考慮して条文を解釈しなければならない、という意味と解される。また、履行についても、国際義務は誠実に履行しなければならないとされている（国連憲章2条1項、条約法条約26条）。これも、自国が表明した意思に正直、真摯に、かつ相手国の利益や立場を合理的に考慮して義務を履行しなければならない、という意味と解される。
衡平原則は、関連するあらゆる事情を考慮して、法を適用することを意味する（cf.「北海大陸棚事件」国際司法裁判所判決、I.C.J.Reports 1969, p.47.）。それは三つに分解される。「実定法規内の衡平」（equity infra legem)、「実定法規に反する衡平」(equity contra legem) 、「実定法規の外にある衡平」(equity praeter legem) である（「北海大陸棚事件」国際司法裁判所判決アムーン判事個別意見、C.I.J.Recueil 1969, p.138; 「国境紛争事件」（ブルキナファソ/マリ）国際司法裁判所判決、C.I.J.Recueil 1986, pp.567-568, pars.27-28）。すなわち、「実定法規内の衡平」とは、適用可能な複数の法原則、法規則のうちから（「チュニジア・リビア大陸棚事件」国際司法裁判所判決、I.C.J.Reports 1982, p.59, para.70）あるいは可能な複数の法解釈のうちから各当事国が納得がいく（当事国の利益の釣り合いによる; balancing of the interests of the parties）結果を導き出す選択をする、ということであり、「実定法規に反する衡平」は、国際司法裁判所規程38条2項にいう「衡平と善」(ex aequo et bono) もこの一種で、実定法規の適用が衡平な結果をもたらさない場合、関係当事国の合意の下、それらを除外してでも釣り合いのとれた解決を目指すものであり、「実定法規の外にある衡平」とは、法の論理的欠缺を埋める補助的なものであり、一般原則を用いてその欠缺を埋め（「コルフ海峡事件」国際司法裁判所判決、I.C.J.Reports 1949, p.22.）、具体的な解決をもたらすものである。
1968年「北海大陸棚事件」（ドイツ連邦共和国/デンマーク、ドイツ連邦共和国/オランダ）において、小田滋ドイツ連邦共和国弁護人は、本件では適用可能な慣習法規が存在しないので、法の一般諸原則が適用されるとし、そして、実在的正義(substantial justice)とは、紛争の各当事者が、あるちょうどよく衡平な分け前(a just and equitable share)を受け入れる状況を意味すると主張した。そしてそれゆえ、等距離線のような抽象的に思いついた技術的境界画定ではなく、石油資源の分配や「沿岸地帯」(façade)で表される基線の考えに基づく、善意(goodwill)と弾力性(flexibility)のある真に衡平な解決を提示した。
最も基礎的な原理として、「人道の初等的考慮」（elementary considerations of humanity; les considérations élémentaires d'humanité）が法の欠缺を埋めるために援用されるときがある（1949年「コルフ海峡事件（本案）」国際司法裁判所判決、C.I.J.Recueil 1949, p.22; 2000年1月14日「クプレスキッチ他事件」旧ユーゴスラビア国際刑事裁判所第一審判決、IT-95-16-T, para.524ほか）。この原則は、人間という存在のための根源的な自然の欲求あるいは欠乏から生じる必要(les besoins fondamentaux)（例えば、生命、身体、心の安寧）の保護を目指した諸評価要素の総体をいう（1966年「南西アフリカ事件（第二段階）」国際司法裁判所判決では、単なる「人道的考慮」(humanitarian considerations)は直ちには法的利益性を持ちえないとされた。I.C.J.Reports 1966, p.34, paras.50-51）。
例えば、1907年ハーグ陸戦規則第三款（42～56条、例えば43条の占領地の法律の尊重）は、人道の原理（the principle of humanity）に基づいているがゆえに、交戦状態においてのみならず、全般的休戦（general armistice）から平和条約の締結までの間においても適用されると解される。
これとは別に、国際法の一般原則(les principes généraux du droit international; general principles of international law)がある。これは、条約や慣習法の諸規則を通じて実定国際法に浸透した一般国際法上の原則である。
「友好関係原則宣言」(Declaration of Principles of International Law concerning Friendly Relations and Cooperation among States with the Charter of the United Nations)（国連総会決議2625 (XXV) 、1970年10月24日）に従えば、以下の原則が国際法の一般原則として確立しているといえる。
(1)国際関係における武力の威嚇と行使の禁止の原則（第一原則）
(2)国際紛争の平和的解決の義務の原則（第二原則）
(3)国内管轄事項への不干渉義務の原則（第三原則）
(4)国々が相互に協力する義務（第四原則）
(5)人民自決の原則（第五原則）
(6)国の主権平等の原則（第六原則）
(7)国連憲章の義務の誠実な履行の原則（第七原則）

## 条約法
条約法は、国連国際法委員会 (ILC; International Law Commission) によって慣習法を漸進的発展とともに法典化した、1969年の「条約法に関するウィーン条約」(Vienna Convention on the Law of Treaties; VCLT)が主として機能する。しかし、同条約の批准国は100あまりにすぎず、米国やフランスなど有力な国も批准していないことから、ときおり、特定の条項について、その一般的効力が争われる。
条約法条約は、条約の締結 (conclusion) 、解釈 (interpretation) 、適用 (application) について定める。
同条約は、「国の間において文書の形式により締結され、国際法によって規律される国際的な合意」を対象としている（2条）。しかし、一般国際法上、文書によらない国家間の合意も拘束力があり、そのことを同条約は害しないとする（3条）。
条約の締結は、国家間の交渉（全権委任状、7条）、条約文の採択（9条）、国の同意の表明（署名 (signiture) 、批准 (ratification) 、加入 (admission) 、11条）により成る。最後の国家の同意については、単なる技術的、事務的な行政取極の場合は、署名だけで効力を発するが、通常の条約は、国内での承認（approbation、日本では国会の承認）を経ての認証である批准が必要とされる。
条約の締結について、今日、最も議論があるのが、留保である。留保とは、国家が、条約に署名、批准、加盟する際に、特定の条項の全部又は一部の適用を除外する旨の一方的宣言をいう。留保は、当該条約が禁止していない限り許される（19条）。当該条約で特別な定めがある場合はそれに従うが、特に規定されていない場合には、留保は、それに対して異議を表明しない国家に対して効力を有するが、留保の表明から12か月以内に異議を表明した国家に対しては、それを主張できない（20条）。なお、留保は、その条約の趣旨、目的に反しない限りにおいて、有効である（1951年「ジェノサイド条約に対する留保」国際司法裁判所勧告的意見、C.I.J.Recueil 1951, p.24）。これに従って、現在、特に人権条約において留保が許されるかという問題が議論されている。ILCは、留保に関する慣習法の法典化作業を進めている（特別報告者、Alain Pellet）。2007年の第59会期ではガイドライン案3.1.5から3.1.13が採択され、3.1.12によれば、人権条約に対する留保の条約の趣旨目的との合致性は、条約で定められた権利の「不可分性」(indivisibility) 、「相互依存性」(interdependence) 、「相互関連性」(interrelatedness) を考慮に入れなければならないとされた(A/62/10)。
解釈に関しては、条約法条約31条が定めている。まず、「条約は、文脈によりかつその趣旨及び目的に照らして与えられる用語の通常の意味に従い、誠実に解釈するものとする。」そして、「文脈」とは、前文、付属書に加えて、当事国の後に生じた慣行や当時国間に適用される国際法の規則までも含む（31条3項）。近年、この規定に基づき、条約締結時の当事国の意思を離れて、現存する関係国際法規を考慮する「発展的解釈」（l'interprétation évolutive）が、特に環境法の分野において、さかんに行われている（例えば、1997年「ガブチコヴォ・ナジュマロシュ計画事件」国際司法裁判所判決、I.C.J.Reports 1997, pp.77-78, para.140）。
適用に関しては、特に、条約の第三国に対する効力が問題となる。条約法条約は、条約が第三国に権利または義務を設定する場合には、その第三国の同意が必要であるとし（34条）、義務を課す場合は、明示の同意が必要（35条）、権利を付与する場合は同意が推定される（36条）と規定する。しかし、これらの規定の例外として、「客観的制度」(objective régime) の理論が学説上、主張されることがある。その例として、南極条約体制は、人類全体の利益に資するとして、締約国以外の第三国にも対抗できる（特に、南極における海洋資源保護）と主張される場合がある（国際化領域の項目も参照）。また、「相前後する条約の効力」として、条約法条約は、「後法は前法を廃す」の原則を置いているが（30条）、例えば、1989年の「有害廃棄物の国境を越える移動及びその処分の規制に関するバーゼル条約」よりも後にできた、1994年の世界貿易機関 (WTO) を創設する「マラケッシュ協定」が定める自由貿易制度が優越するのか、といった疑問が提示されうる。
最後に、条約法条約は、強行法規（ユス・コーゲンス; jus cogens）に反する条約を無効とする（53条）。これまで、古典的学説の立場から、ユス・コーゲンスの存在に対して懐疑的な立場も根強く見られたが、2006年の「コンゴ領における武力行動事件（2002年新提訴）」（管轄権）（コンゴ民主共和国対ルワンダ）で国際司法裁判所としては初めて明示的にユス・コーゲンスの存在を認定し（arrêt, par.64）、この問題に決着がついたといえる（2007年の「ジェノサイド条約の適用に関する事件」（ボスニア・ヘルツェゴビナ対セルビア及びモンテネグロ）判決でもユス・コーゲンスの存在を認定、Judgment, para.185）。

## 国家機関
一般的に、国家機関は、立法機関、行政機関、司法機関に分類される。
立法機関、すなわち日本でいうところの国会は、自国の国内法秩序において、法を制定する機能を有する。国際法上の観点から見れば、立法機関は、国際法規範の国内的実施のために、法律を制定する役割を有する。特に、人権の分野においては、今日では、国際、国内の両秩序の透明性、浸透性の現象が見られ、国際法によって確立された人権を国内で実施したり、あるいは逆に、国内法で定められた人権規範が国際法に影響を与える、といった面が見られる。また、ときおり、立法機関による、域外適用を目指した国内法が制定されることがある。これは、人権、環境、経済の分野で顕著である。立法管轄権も、他の管轄権と同様に、他国の主権を害さない範囲で行われなければならない。米国が従来、主張していた「効果主義」(effect doctrine) に基づく域外管轄権の行使は、ECの対抗立法などに遭い、批判されている。
行政機関、すなわち政府/行政府は、条約の作成・締結の主体として重要である。また、国際平面において、国際法を履行する直接の主体である。行政機関の行動が、明らかにその国の憲法に反する場合を除いて、その国家の行動とみなされる。とくに、国家元首、政府の長、外務大臣の行動は、その国家を代表しての行動と見なされ、ときとして、国家自体を拘束する（「東部グリーンランドの地位事件」常設国際司法裁判所判決; P.C.I.J., Ser.A/B, 1933, No.53, pp.68-69）。
国家元首、政府の長、外務大臣に加えて、外交官は、他国と円滑な交流をすることを「外交関係法」によって保障されている。外交関係法は、1961年の「外交関係に関するウィーン条約」および1963年の「領事関係に関するウィーン条約」で構成される。これらの者は、他国との円滑な交流という共通利益を基礎として、「特権免除」を有する。公館の不可侵（「外交関係条約」22条）、身体の不可侵（同29条）、租税の免除（同34条）、そして「裁判権の免除」（31条）である。最後の裁判権の免除については、「2000年4月11日の逮捕状事件」において、国際司法裁判所は、たとえ外務大臣が国際法上の犯罪を犯したとしても、国家実行により、外務大臣はその職にある間は免除（immunity ratione personae; 「人的免除」の意味）を享受する、と判示した (C.I.J.Recueil 2002, pp.24-30, pars.58-71) 。ただし、外務大臣がその職を解かれた場合で、国家の公の行為ではない行為については、免除は認められなくなる（「事項的免除」immunity ratione materiaeの機能的性質、1999年4月24日「ピノチェト事件」英貴族院 (House of Lords) 判決、38 I.L.M.581 (1999) ）。なお、免除は「免責」を意味しない。また、免除は外国の国内裁判所において認められるものであり、国際裁判所では通常、免除の適用が除外されている（旧ユーゴスラビア国際刑事裁判所規程7条2項、ルワンダ国際刑事裁判所規程6条2項、国際刑事裁判所規程27条）。
近年、領事関係条約36条1項が焦点となっている。同条(b)は、「接受国の権限ある当局は…派遣国の国民が逮捕された場合、留置された場合、裁判に付されるため拘留された場合…において、当該国民の要請があるときは、その旨を遅滞なく当該領事機関に通報する。…当該当局は、その者がこの(b)の規定に基づき有する権利について遅滞なくその者に告げる」と規定する。米国政府は、以前より、外国人を逮捕したときにこの「権利」を容疑者に告げないように通達していた。そして、そのことで、外国人の容疑者が、逮捕された後、領事館に通達されることなく裁判に付され、死刑判決を受けたことについて、1998年の「領事関係条約に関する事件」（「ブレアール事件」）（パラグアイ対米国）、1999-2001年の「ラグラン事件」（ドイツ対米国）、2003年から継続中の「アベナとその他のメキシコ人事件」（メキシコ対米国）に発展した。「ブレアール事件」と「ラグラン事件」では、それぞれ1998年、1999年に国際司法裁判所から、死刑執行を止めるように米国に仮保全措置命令が下されたが、米国はそれを破って死刑執行を行った。特に「ラグラン事件」（本案）判決においては、初めて国際司法裁判所の仮保全措置の法的拘束力が認められ、米国の義務違反と再発防止措置を命じる判決が下された。「アベナ事件」は、2004年に本案判決が出されたが、2008年6月にメキシコから緊急に同判決の解釈に関する新たな訴訟がなされ、予断を許さない状況となっている。2008年3月に、米最高裁判所は「メデジン事件」(Medellín v. Texas) において、ICJの「アベナ事件」判決が米国内において自動執行力（self-executing）がないという判決を下している（A.J.I.L., Vol.102, 2008, pp.635-638）。ICJは、2009年1月19日の判決で、アベナ判決は米国に判決の義務の履行手段を委ねており、ゆえにメキシコの請求はICJ規程60条にいう「判決の意義又は範囲」には当たらないとし、メキシコの解釈請求を退けた（Judgment, paras.43-46）。
司法機関、すなわち裁判所は、一般に国内法の履行を確保する機関であるが、同時に、国内法秩序に直接適用される国際法規範の履行確保としても、重要である。特に、人権の分野で、国際法の国内的実施に関する国内裁判所の役割は大きい。しかし、国際法上、確立している「免除規則」（immunity、「国家免除」あるいは「主権免除」）によれば、一国の国内裁判所が、他国や他国を代表する人物に対して裁判を行うことはできない。ただし、国家免除について、長らく「絶対免除主義」が妥当していたが、今日では、「制限免除主義」が確立しており、国家の「主権的行為」(acta jure imperii) と「業務管理的行為」(acta jure gestionis) を区別し、後者には国家免除は適用されないとされる。日本も、長らく「絶対免除主義」の立場がとられてきたが、2006年7月21日の最高裁判決によって、「制限免除主義」へと判例変更がなされた。
このように、国家機関は、第一に国内法秩序における機関として存在するが、同時に、国際機関として、国際法の実施や履行確保を行う側面を有するのであり、これを学説は、国家の「二重機能」(le dédoublement fonctionnel)として説明することがある。しかし、この理論は、大国の一方的行為/一方的措置を安易に正当化してしまう、という理由で、反対する学者も少なくない。

## 国家管轄権
「国家管轄権」(les compétences de l'État; State jurisdiction) とは、国家が自然人、法人、物、活動に対して行使することができる、国際法によって与えられあるいは認められている権限をいう。これについては、国家管轄権が、国際法の存在以前からあるものなのか、あるいは国際法によって付与されたものなのか、という問題がある。いいかえれば、「ローチュス原則」すなわち、国際法で禁じられていない限り国家は自由に行動できる（「ローチュス号事件」常設司法裁判所判決; C.P.J.I., série A, n°10, 1927, p.19）という命題が今日でも妥当するのか、という問題である。学説上、いまだに見解は一致していないが、今日の「協力の国際法」（International Law of Co-operation）の分野においてはもはや同原則は認められない、とする見解も有力である（cf.「2000年4月11日の逮捕状に関する事件」国際司法裁判所判決ギヨーム裁判長個別意見、C.I.J. Recueil 2002, p.43, par.15）。
国家管轄権は、「属地主義」、「属人主義」、「保護主義」、「普遍主義」に分類される。
属地主義 (territorial principle; la compétence territoriale) とは、国家はその領域内（及び国際法によってそのようにみなされる場所。例えば、自国籍の船舶・航空機）にある人、物、活動に対して排他的に行使できる権限をいう。領域は、領土、領海、領空で構成される。ただし「領域使用の管理責任」といった国際法に服する。国家は、その領域内で私人により行われる違法行為から、他国、外国人、他国の領域を保護しなければならない（例えば、環境保護について、「トレイル溶鉱所事件」（米国/カナダ）仲裁裁判所判決）。
属人主義 (nationality principle; la compétence personnelle) とは、その領域外においてなされた行為（特に犯罪）に関して、その行為者の国籍国という連結により（「能動的属人主義」; la compétence personnelle active）またはその被害者の国籍国という連結により（「受動的属人主義」; la compétence personnelle passive）、その行為を自国の法秩序に置きあるいは処罰する権限をいう。日本の刑法では、能動的属人主義として刑法3条が、日本国民の国外犯に対して日本の刑法が適用される犯罪を列挙している。また、受動的属人主義としては、刑法4条の二が、条約により日本国外において犯された犯罪でも罰すべきとするものについて、日本の刑法を適用する旨、規定している（「人質にとる行為に関する条約」5条ほか）。
保護主義 (protective principle; la compétence réelle) とは、外国で行われた犯罪行為で、特に自国の重大な国家法益を侵害するものを自国の法秩序の下に置く権限である。日本の刑法では、2条が保護主義を規定しており、内乱、外患誘致、通貨偽造等に日本の刑法が適用される旨、規定する。
普遍主義 (universality principle; la compétence universelle) あるいは世界主義(Weltrechtsprinzip)は、国際共同体全体の法益を害する犯罪について、それが行われた場所、犯罪の容疑者の国籍、被害者の国籍にかかわらず、いかなる国もこれを処罰する権限をいう。古くからは、海賊は「人類全体の敵」(hostis humani generis)としていかなる国も処罰できるとされてきた。近年は、多数国間条約によって、普遍主義に基づく処罰を義務づける場合が増えてきている（「航空機の不法な奪取の防止に関するハーグ条約」4条、「民間航空機の安全に対する不法な行為の防止に関するモントリオール条約」5条、「アパルトヘイト罪の撤廃と処罰に関する条約」4条ほか）。
今日、この分野で最も議論が行われているのが、「国際法上の犯罪」(les crimes du droit des gens) である、「ジェノサイド罪」（集団殺害罪）(crime of genocide; le crime de génocide) 、「人道に対する罪」(crimes against humanity, les crimes contre l'humanité)」、「戦争犯罪」(war crimes; les crimes de guerre)（ジュネーブ諸条約の「重大な違反行為」）に対する普遍主義の行使である。このうち、1949年のジュネーブ諸条約の「重大な違反行為」については、同条約が普遍主義に基づく国内法の整備を締約国に義務づけている（それぞれ、49条/50条/129条/146条）。ジェノサイド罪については、1948年の「集団殺害罪の防止および処罰に関する条約」（「ジェノサイド条約」）6条が、犯罪行為地国と国際刑事裁判所のみに裁判権を付与しているが、その起草過程から、その他の場合の裁判権の行使も禁止しないと解されている（1961年「アイヒマン事件」イェルサレム地方裁判所判決、I.L.R., Vol.36, p.39; 「ピノチェト事件」スペイン全国管区裁判所(Audiencia nacional)判決、I.L.R., Vol.119, pp.335-336）。人道に対する罪については、国連総会決議3074(XXVIII)（「戦争犯罪及び人道に対する罪の容疑者の抑留、逮捕、引き渡し及び処罰における国際協力の原則」）に従えば、普遍主義の行使は認められる。ただし、普遍主義の行使は、予審と引き渡し要求の場合を除いて、容疑者が自国領域内にいることを条件とする（2005年万国国際法学会決議）。

## 国家領域
「国家領域」(le territoire national)は、領土、領海、領空に分けられる。特に領土は、「人民」、「外交を行う能力」とともに国家を構成する基本的要素である。国家領域では、国家はその管轄権を排他的に行使ししうる。ただし、他国の主権も尊重しなければならない。
領土とは、一般にその自国民が住んでいる地理的領域をいい、地面および地下が含まれる。人が住んでいない領域（無人島など）もこれに含まれうる。領土の取得及び喪失については、「無主地」(terra nullius)に対する「先占」は国際法上、認められている領土取得の方式である。「パルマス島事件」仲裁判決で、マックス・フーバー裁判官は「継続的で平和的な領域主権の表示は権原の一つとして適切である」と判示した(U.N.R.I.A.A., Vol.II, p.839)。「西サハラ」に関しては、国際司法裁判所はその勧告的意見で、スペインの植民地であった西サハラには社会的にかつ政治的に組織された人々が民族としてそれを代表する長の権力の下に住んでいたのであり、無主地とはみなされない、と判示した(C.I.J.Recueil 1975, p.39, par.81)。今日では、無主地は存在しないとされる（南極大陸については、国際化領域の項を参照）。また、現在では、武力行使による領土取得は禁じられている。これに関して、イスラエルによるパレスチナの占領について、国連安保理決議242は、イスラエル軍の占領地からの（英:from occupied territories（無冠詞）, 仏:des[de+les] territoires occupés（定冠詞））撤退の原則を確認し(affirms)、決議338では、決議242の履行を求める(calls upon)となっており、英語テキストに従う限りにおいて、必ずしもイスラエル軍が第三次中東戦争で占領した全ての領土からの撤退を義務づけていないと解する余地がある。この問題は、宗教的、政治的性質が濃い。
領海とは、今日では国連海洋法条約により、領土の基線より12海里を超えない範囲で沿岸国が決めることができる（海洋法の項目も参照）。領海には、沿岸国の主権が及ぶが他国の船舶の「無害通航権」(le droit de passage inoffensif)を認めなければならない。無害通航とは、「沿岸国の平和、秩序又は安全を害しない」ものをいう（19条）。違反する船舶に対しては、警察権を行使しうる（27条5項）。ただし、他国の軍艦および非商業目的で航行する政府船舶には「免除」が与えられる（32条）。
領空とは、領土及び領海の上空に接している大気圏の領域をいう。空域を規律する国際法は、「空法」(Droit aérien)と呼ばれる。空法は、1944年の「国際民間航空条約」（シカゴ条約）を基本とする。シカゴ条約は、1条で「各国がその領域上の空間において完全かつ排他的な主権を有する」としている。どの高さまで領空と認められるかは、条約上、明らかではない。また、領海における「無害通行権」と類似して、「五つの自由」が認められており、1919年のパリ条約では、(1)無着陸の通過の自由、(2)運輸以外の目的での着陸の自由が認められ、さらに「国際航空協定」1条では、これらに加えて、(3)自国領域内で積み込んだ貨客を他の締約国でおろす自由、(4)他の締約国で自国向けの貨客を積み込む自由、(5)第三国向けあるいは第三国からの運送の自由が認められている。ただし、これらの自由は、慣習法ではなく、厳格に条約的である。（今日の状況は、制限的な二国間協定の下に保護される航空企業間の「オープンスカイ協定」が空を網の目のように張りめぐらされている。）また、シカゴ条約に基づき、「国際民間航空機関」(ICAO)が設立されている。これは、総会や理事会、航空委員会などの固有の機関を有し、空の安全と発展を目的として活動している。2007年12月にEU理事会は、温暖化ガスの排出権取引を国際民間航空にまで拡張することを決定しており、米国はこれに反対している。2007年9月のモントリオールでのICAO総会では、当事国の合意がない限り排出権取引制度は適用されない旨、決議がなされているが、EUはこれに拘束されないとしている(A.J.I.L., Vol.102, 2008, pp.171-173)。

## 国際機構法
「国際機構法」あるいは「国際組織法」とは、国際組織（政府間国際組織）(international organizations)に関する国際法の一分野である。国際組織とは、条約によって設立され、共通の目的を有し、それを達成するための常設の機関を持ち、加盟国と独立した法人格を有する国家の集まりをいう（1975年「国家代表に関するウィーン条約」1条）。国際組織法の最大の特徴は、国際組織が生きた組織として変わりゆく国際情勢に対応するために、設立当初の創設者の意思から離れてでも、動態的な目的論的解釈がとられる点にある（「黙示的権能」implied powers）(「武力紛争中の国家による核兵器の使用の合法性」国際司法裁判所勧告的意見、C.I.J.Recueil 1996(I), p.79, par.25)。
国際組織法は、内部法と外部法に分けられる。内部法とは、その国際組織の内部運営（表決制度や予算の決定など）を規律する法の総体をいい、外部法とは、その国際組織の対外的活動を規律する法の総体をいう。本項では、現代の主要な国際組織である国際連合を中心に述べる。
内部法として、まず、表決制度がある。決議成立の方式としては、一般に、全会一致、多数決、コンセンサスなどがある。国際連合総会の決議は、重要問題を除いて（出席し投票する加盟国の三分の二の多数）、出席し投票する加盟国の過半数で成立する（国際連合憲章18条）。国際連合安全保障理事会の決議は、「常任理事国の同意投票を含む九理事国の賛成投票」で成立する（27条）。慣例により、常任理事国の「棄権」は決議の成立を妨げないとされている。しかし、27条を文言通りに解釈すれば、棄権は「同意」ではないので、決議の成立を妨げるはずである。よって、これについては、法的には、棄権についての規定が欠缺していたとか、暗黙のうちに憲章が改正されたとか説明する他はない。EUでは「共同体法」（EU法）に属する分野について、加重投票の制度が行われている。また、世界銀行でも加重投票で議決される。
予算の決定については、国連総会によって派遣されたONUC（コンゴ国連軍）及びUNEF（国連緊急中東軍）（いわゆるPKO）への支出が国連憲章17条2項にいう「この機構の経費」に当たるのか争われた。国連憲章上、PKOは明示的には認められていない。これに関して、1962年「国際連合の特定経費（憲章17条2項）」として国際司法裁判所の勧告的意見が下された。裁判所は、17条2項の文言を憲章の全体構造と総会と安保理に与えられたそれぞれの機能に照らして解釈するとし、ONUCとUNEFの活動が国連の主要目的である国際の平和と安全の維持に合致することは、継続的に国連の諸機関によって認められてきたことによって示されているとし、当該支出は「この機構の経費」にあたると判示した（I.C.J.Reports 1962, pp.167-181）。この勧告的意見の理由付けに対しては、批判もある。
国際機構で働く人については、「国際公務員法」という特別の分野となっている。国連では、職員が関わる争いについては「国連行政裁判所」が国連総会決議によって設立され、活動している。
外部法としては、まず、国際組織の「国際法人格性」(international legal personality; la personnalité juridique internationale)が問題となる。国際司法裁判所は1949年の「国際連合の任務中に被った損害の賠償」に関する勧告的意見において、（当時としては）国際共同体の大多数の国家に相当する50か国は、国際法に従って、客観的国際法人格を持つ実体を創設する権能(power)を有していたのであり、同時に国際請求をする権能を有すると述べた(I.C.J.Reports 1949, p.185; 皆川『国際法判例集』137頁)。ECも、その設立条約であるEC条約においてECは国際法人格性を有すると規定し（EC条約281条）、国際社会はこれに一般的承認を与えており、現在、ECは京都議定書や世界貿易機関を設立する「マラケッシュ協定」の当事国となっている。
国連の対外的活動として最も重要なものは、「国際の平和及び安全の維持」に関する安保理の活動である。いわゆる「国連憲章第七章」に基づく行動である。七章に基づく安保理の行動は、冷戦が終結した1990/1991年以降、大変、活発になっている。その端緒は、1990年のイラクのクウェート侵攻の際の、1991年の安保理決議678に基づく多国籍軍の行動である。同決議は、憲章43条に基づく常備の「国連軍」がいまだ創設されていないことに鑑み、加盟国に「全ての必要な手段を用いることを許可する」(authorizes...to use all necessary means)とした。（米英仏サウジアラビアの集団的自衛権に基づく行動が、国連の強制行動へ転換したといえる。）これは、朝鮮戦争において、米国の指揮下にある軍に国連旗の使用を許可した1950年の安保理決議84に端を発すると考えられる。この安保理決議678以降、「全ての必要な手段を許可する」という方式は繰り返し使用され、現在では完全に定着したと言える。
「自衛権」(the right to self-defense)は、国連憲章51条で、個別的自衛(individual self-defense)、集団的自衛(collective self-defense)とも、「固有の権利」(inherent right; 仏語テキストでは「自然権」le droit naturel)と規定されている。特に「集団的自衛」が「固有の権利」とされている点について、この用語は国連憲章において初めて用いられたものだが、その先駆と言うべきものが戦間期における相互援助条約草案やラインラント協定の中に見られると指摘されうる。2001年9月11日の米国同時多発テロ事件では、翌月に米国はアフガニスタンを攻撃した。学説上、これが国際法上の自衛権の行使であるとか（米国、英国の立場、A.J.I.L., Vol.96, 2002, pp.237-255.）、違法な武力行使であるとか、自衛概念が一時的に「伸長」したなど様々な議論が行われている。この事件に関連して出された安保理決議1368では、その前文で加盟国の自衛が固有の権利であること確認している。国連憲章51条によれば、自衛権を行使した国はすみやかに安保理に報告しなければならず、米国は、アフガニスタン攻撃後、安保理に報告している。
近年、安保理の活動は急速に拡大し、「旧ユーゴスラビア国際刑事裁判所」（安保理決議827）、「ルワンダ国際刑事裁判所」（安保理決議955）に見られるad hocな刑事裁判所の設立から、テロ行為を支援するいかなる措置もとらないよう加盟国に一般的な義務を課す「立法行為」（安保理決議1373）まで及んでいる。
このような安保理の活動の拡大に対して、司法的制御が必要であるという議論が起こっている。1992年「ロッカービー上空での航空機事件から生じた1971年モントリオール条約の解釈、適用問題に関する事件」（社会主義人民リビア・アラブ国対イギリス王国、社会主義人民リビア・アラブ国対アメリカ合衆国）（「ロッカービー事件」）国際司法裁判所仮保全措置命令では、安保理決議748について、国連憲章103条が憲章上の義務の他の国際義務に対する優越性を規定していることから、モントリオール条約よりも同安保理決議が優越するとし、同条約に基づく「一見した」(prima facie)管轄権を否認し、リビアの仮保全措置申請を却下した（I.C.J.Reports 1992, p.15, para.39）。同事件の管轄権判決では、リビアの請求は、安保理決議748及び883が出される前になされているという理由から、管轄権を認めたが(I.C.J.Reports 1998, p.26, para.44)、リビアと米国、英国とで和解が成立し、本案判決が出されずに訴訟リストからはずれ、安保理の司法的コントロールの問題は結論がもちこされた。しかし、2005年9月21日に欧州共同体第一審裁判所が「Yusuf事件」において、オサマ・ビンラディンとその組織への制裁に関して個人に義務を課した安保理諸決議について、それらが国際法上の強行法規(jus cogens)、特に人権の普遍的保護を目的とした強行法規に反する場合には司法的コントロールが拡大されうる、と判示し（T-306/01, point 282）、大変注目されている（他にも同日の「Kadi事件」(T-315/01)第一審判決、「Hassan事件」（T-49/04）および「Ayadi事件」（T-253/02）2006年7月12日第一審判決）。
なお、EC（欧州共同体）やMercosur（南米南部共同市場）、CARICOM（カリブ共同体）、CAN（「アンデス共同体」; Comunidad andina）、SICA（「中米統合機構」; Sistema de la Integracion Centroamericana）は、域内に共同体をつくる「統合的組織」(les Organisations d'intégration)であり、通常の国際組織と区別する必要がある。

## 海洋法
海洋法あるいは国際海洋法(International Law of the Sea; Droit international de la mer)とは、領海の幅、大陸棚の資源利用、公海の利用に関するものなど海洋にかかわる国際法規の総称をいう。その歴史は古く、植民地時代の「閉鎖された海」(mare claustrum)からグローティウス（グロティウス; Hugo Grotius）の「自由海論」へと発展した背景がある。1958年の一連の条約、いわゆる「ジュネーブ海洋法条約」を経て、第三次国連海洋法会議の成果である1982年の「国連海洋法条約」(英:United Nations Convention on the Law Of the Sea; UNCLOS, 仏:Convention de Montego Bay; CMB)が現在の主要な海洋法の条約となっている。同条約は、深海底の地位について先進国と途上国との対立から発効が遅れていたが、1994年の「国連海洋法条約第十一部実施協定」の成立によって、発効し動き出した。「国連海洋法条約」が、「海の憲法」として他の特別条約に対して優越性を有するか否かという問題は、近年、議論がさかんである（同条約282条を参照）。
領海については、国連海洋法条約は、沿岸国は12海里を越えない範囲で画定できるとする（3条）。領海は、領土と同じ地位にあり、沿岸国の主権が排他的に及ぶ。ただし、他国の船籍の無害通航権は保障されている（17条）。沿岸国の「基線」については、1951年の「漁業事件」（イギリス対ノルウェー）で、直線基線の方式が慣習法となっているか争われたが、国連海洋法条約では、直線基線を基本として、改めて詳細な規定がおかれている（7条）。
大陸棚の制度は、1945年の米国による「トルーマン宣言」に由来する。米国は、大規模開発から沿岸漁業資源を守るという目的で、当時の国際法を越える形で、その沿岸に隣接する海洋に保護領域を設け、そこでは沿岸国の主権が及ぶと一方的に宣言した。同宣言は、伝染性を有し、他国も次々と同様の宣言あるいは法令の設定を行い、その結果、大陸棚制度は一般慣習法となった。国連海洋法条約も、大陸棚の制度を認め、基線からその領土の自然の延長をたどって大陸縁辺部の外延に至る海底及びその下は、沿岸国の主権下にあると定めた（76条）。沿岸国は、大陸棚にある天然資源の開発について主権的権利を有する（77条）。しばしば、国家間で、大陸棚の境界画定問題が起こり、そのうちのいくつかは国際司法裁判所で争われており、近年、この種の訴訟が増加している。
排他的経済水域(EEZ; Economic Exclusive Zone)も、大陸棚と同様に、沿岸国の基線から200海里まで認められている（55,57条）。57条では、排他的経済水域の海底上部水域、海底およびその下の天然資源の開発や海洋環境の保護等のための沿岸国の管轄権が認められている。このように、排他的経済水域の制度と大陸棚の制度は、重なる部分があるため、今日では、両者の「単一境界画定」(single maritime delimitation)が行われることがよく見られる（1984年「メイン湾における海洋境界画定事件」（カナダ/米国）国際司法裁判所小法廷判決ほか）。また、沿岸国は、漁業資源の保存に関して「漁獲可能性」を決め、最良の科学的証拠によって生物資源のための適当な保存措置を執らなければならない（61条）。
公海(High Sea)は、今日の海洋法において、最も変動が激しい分野である。原則として、「公海自由の原則」に則り、全ての国は公海を自由に漁獲することが出来る（116条）。ただし、生物資源の保存のために必要な措置を執り、他国と協力する義務がある（117条）。この規定により、近年、沿岸国が排他的経済水域を越えて、自国に接する公海における一方的漁業制限措置・環境保護措置を執ることがしばしば見られる。例えば、カナダによる1970年の「北極海水域汚染保護法」や同国による1994年の「沿岸漁業保護法」(The Costal Fisheries Protection Act)である。後者について、1995年にスペイン船舶「エスタイ号」がカナダ政府の船舶によって拿捕されるという事件が起こった。同事件は、国際司法裁判所の「漁業管轄権事件」（スペイン対カナダ）として争われたが、裁判所はカナダの選択条項受諾宣言の留保を根拠に、管轄権がないと判示した。その後、カナダとECで和解が結ばれた(34 I.L.M. 1263(1995))。そして同年、1995年に公海における海洋資源保護を強化した「国連公海漁業実施協定」が成立するに至った。最近では、2003年にフランスが、自国の排他的経済水域を越えて、地中海にまで環境保護のための自国の管轄権を拡大する法律を制定し(Loi n°2003-346 du 15 avril 2003 relative à la création d'une zone de protection écologique au large des côtes du territoire de la République, R.G.D.I.P., 2004/1, pp.285-291)、議論になった。1999-2000年の「みなみまぐろ事件」（オーストラリア・ニュージーランド対日本）は、日本が実に100年ぶりに国際裁判に登場したことで話題となった。国際海洋法裁判所の仮保全措置命令では、日本に暫定的なみなみまぐろの漁獲の制限を命じたが(38 I.L.M.1624(1999))、続く、仲裁裁判所での管轄権判決では、「みなみまぐろ保存条約」(CCSBT)では当事国で選択された手段で紛争を解決すると規定されており、国連海洋法条約の下の義務的管轄権はないと判示し、前記仮保全措置を取り消し、日本の勝訴となった（39 I.L.M.1359(2000)）。
深海底(The Area; la Zone)は、南極、宇宙とともに、「人類の共同遺産」(common heritage of mankind)と規定されている（136条）。そのため、深海底の自由な開発を主張する先進国と、「機構」(The Authority; l'Autorité)による管理を主張する途上国との対立が長引き、国連海洋法条約は発効できずにいた。しかし、1994年の前記「第十一部実施協定」は、先進国の技術移転を削減することで元の部分を和らげる形で成立するに至った。（国際化領域の項も参照。）
また、国連海洋法条約の下、1996年に国際海洋法裁判所(ITLOS; International Tribunal for the Law of the Sea)が設立され、活動している。すでにいくつかの拿捕事件などについて裁判が行われている。最近、日本の漁船がロシア当局に拿捕された事件である、「豊進丸号事件」（日本対ロシア）(No.14)と「富丸号事件」（日本対ロシア）(No.15)（ともに2007年8月6日判決）が争われた。前者では、日本の保釈金が大幅に減額されてロシアによる、漁獲物を含む豊進丸号の速やかな釈放(prompt release)及び乗組員の無条件の解放が示された(Judgment, para.102)。後者の事件は、すでにロシア最高裁判所で決定済みであり、日本はこれを争うことはできないと判示された(Judgment, para.79)。

## 国際化領域
「国際化領域」(les zones internationalisées)とは、国際的地位を与えられ、国際的管理の下におかれている領域をいう。古くからは国際河川（ライン川、ムーズ川など）、国際運河（スエズ運河、パナマ運河、キール運河など）があるが、ここでは、その特徴が最も現れている、南極、深海底、宇宙を扱う。これら三つは全て、全人類の利益の追求、領域権原取得の禁止、平和的利用の原則（非軍事化）という特徴を有する。
南極(Antarctica)は、現在、1959年の「南極条約」によって規律されている。2008年6月現在、当初、南極地域における領土権を主張していた国（イギリス、ニュージーランド、フランス、ノルウェー、オーストラリア、チリ、アルゼンチンの7か国; 「クレイマント」）も含めて、締約国数は46か国である。その第一の目的は、「南極地域は、平和的利用のみに利用する」（1条）にある。南極地域における軍事基地や軍事演習は禁止される。また、同条約は、科学的調査の自由（2条）とそれについての国際的協力（3条）を規定する。そして、いかなる国による領土権・請求権の凍結が定められている（4条）。また、南極地域は、「非核化」されており、核爆発と放射性廃棄物の処分は禁止される（5条）。南極地域の管理に関して、国際組織が存在するわけではないが、これを国際的に管理する制度として、「南極条約協議国会議」(Antarctic Treaty Consultative Meetings; ATCMs)が置かれ、それは「勧告」を行う（9条）。また査察制度も置かれており、締約国は、この条約の遵守を確保するために、協議国会議に出席できる「監視員」(observers)を指名する権利を有する（7条）。また、近年、ますます重要になっているのが、南極地域における「生物資源の保護」（9条(f)）である。第四回協議国会議の結果を経て、1980年に「南極の海洋生物資源の保存に関する条約」が成立した。また、1991年には「環境保護に関する南極議定書」が成立した。
「南極条約体制」が「客観的制度」(objective régime)として、条約の第三国も拘束するという主張がしばしばなされる。その根拠は、「南極条約」の「この機構は国連加盟国でない国が、国際の平和及び安全の維持に必要な限り、これらの原則に従って行動することを確保しなければならない」（5条1項）、「南極の海洋生物資源の保存に関する条約」22条および「環境保護に関する南極議定書」13条2項の、「各締約国は、いかなる者もこの議定書に反する活動を行わないようにするため、国際連合憲章に従った適当な努力をする」という規定にあると考えられる。これについては学説上争いがあり、仮に南極条約締約国が南極地域における排他的管轄権を有しているとしても、条約の第三国に対する効力は、いわゆる「第三国効力」ではなく、合法的に創設された法的状況を尊重する一般的義務があるにすぎないとする見解もある。
深海底は、国連海洋法条約133条から191条で規定されており、国家管轄権の外にあり、「人類の共同遺産」(common heritage of mankind; CHM)制度が適用される地域である。すなわち、「深海底及びその資源は、人類の共同遺産」（136条）であり、「いずれの国も深海底又はその資源のいかなる部分についても主権又は主権的権利を主張又は行使してはならず」（137条）、深海底における活動は「人類全体の利益のために行う」（140条）。また、「深海底は…全ての国による専ら平和的目的のための利用に開放する」（141条）とする。国際管理のための制度的メカニズムとしては、「深海底機構」（The Authority）が置かれる。「機構」は、総会、理事会、事務局を有し、「決定」(decisions)を下すことができる。総会は三分の二の多数決で「決定」を行うことができる（159条）と当初されていたが、しかし、1994年の「第十一部実施協定」で、「原則として、機構の意思決定は、コンセンサス方式によって行うべきである」（3節2項）と規定され、かつ理事会は、運営、予算、財政に関するあらゆる事項についての決定を妨げることができるようになっている（4項）。
宇宙は、1966年の「宇宙条約」（「月その他の天体を含む宇宙空間の探査及び利用における国家活動を律する原則に関する条約」）を宇宙基本法とする法体系の下にある。まず、その1条は、「月その他の天体を含む宇宙空間の探査及び利用は、全ての国の利益のために…全人類に認められる活動分野である」とし、「国際法に従って自由に探査し及び利用することができる」とする。2条では、いかなる国によっても領有権の主張は禁止され、4条では、大量破壊兵器の打ち上げを禁止し、宇宙は専ら平和的目的のために利用されるものとする、と規定する。また、この宇宙基本法を基礎として、「宇宙救助返還協定」、「宇宙損害責任条約」、「宇宙物体登録条約」、「月協定」が成立している。「月協定」11条によれば、「月及びその天然資源は、人類の共同遺産である」とされている。また、同条約7条で、月環境の保全が定められていることも、注目に値する。これにより、「環境」という概念が、宇宙空間まで拡張されたことを意味する。また、1963年の「部分的核実験禁止条約」により、宇宙空間も「非核化」されている。国家責任制度については、無過失責任が採用されている（前記「宇宙損害賠償責任条約」2条）。宇宙空間の国際的管理の制度に関しては、国連の下につくられた「宇宙空間平和利用委員会」が活動している。衛星など技術的な側面については「国際電気通信連合」にゆだねられている。

## 個人管轄
国家管轄権の項で述べたように、国家は、国際法上、個人の国籍に基づき、属人的管轄権を行使できる。ここでは、国籍の決定、取得について述べる。
国籍(nationality; la nationalité)は、個人と国家の連結を意味し、それには二つの側面がある。
まず、国籍決定は、国家の自由である。国家は、自決権に基づきその国民の構成を支配するものとして国籍決定の排他的権限を有する。国際司法裁判所は、1955年の「ノッテボーム事件」判決において、「国際法は、各国家にその固有の国籍の帰属を決定する管理を委ねている」と述べた（C.I.J.Recueil 1955, p.23）。日本も、「国籍法」という形で、日本国籍取得の条件を法律で定めている。国籍取得のあり方は各国が自由にその基準を決めることができ、「血統主義」(jus sanguinis)と「生地主義」(jus soli)がある。日本の国籍法は、血統主義を採用している。また、「帰化」(naturalisation)は、外国人がその国の国籍を有する個人と結婚した場合や、継続的にその国に居所を有することから認められる場合である。
各国家に、国籍決定の自由を委ねている故に、各国の国籍付与が競合することもあり得る（国籍の対抗力）。国籍は、国家の外交保護権の行使の基礎となる。前掲「ノッテボーム事件」では、ノッテボームが34年間にわたってグアテマラに住んでいたこと、彼がリヒテンシュタインへ帰化した後もたびたび戻り彼の利益と活動の中心をグアテマラに保持していること、などから、裁判所は、ノッテボームとグアテマラの「長年にわたる緊密な結び付きの関係」(un lien ancien et étroit de rattachement)を認め、リヒテンシュタインはその要請を不受理と宣告されなければならないと判示した（C.J.I.Recueil 1955, pp.25-26; 皆川『国際法判例集』489頁）。これを「実効国籍の原則」という。
他方、国籍取得は、個人の基本的人権であるという側面も有する。「世界人権宣言」15条は、「すべての者は、国籍を取得する権利を有する」と規定する。「市民的及び政治的権利に関する国際規約」（自由権規約）24条は、児童の国籍取得の権利を認める。国籍は、その国内における人権保障を与えられる重要な要素である。ゆえに近年は、国籍取得の人権としての側面に重点が置かれ、特に国籍による差別の問題が議論される。
日本では、2008年6月4日の最高裁判決で、国籍法3条にある「準正」(legitimation)による国籍取得要件として、「父母の婚姻及びその認知により嫡出子たる身分を取得した子で二十歳未満のものは、認知をした父又は母が子の出生時に日本国民であった場合において、その父又は母が現に日本国民であるとき」、その子どもは日本国籍を取得すると規定している点につき、今日における社会情勢や家族のあり方の変化により、両親の婚姻を子の国籍取得の条件としているのは憲法14条の法の下の平等に反するとし、国籍法5条の憲法との「適合解釈」を行い、原告の日本国籍の取得を認めた。
最後に、法人の国籍について、連結要素としては、設立準拠法国、支配の場所、株主の国籍が考えられる。1970年の「バルセロナ・トラクション事件」（ベルギー対スペイン）では、ベルギーがその多数の株主の国籍国として外交保護権の行使を主張したが、裁判所は、外交保護権の領域では他の分野と同様に合理的適用が要求されているとし、法人の外交保護については一般に実効的連結に適用される絶対的基準は認められず、様々な結びつきのバランスをとらねばならないとし、「ノッテボーム」判決の適用を否認した。そして、当該法人がカナダで設立されそのカナダ国籍は一般的に認められていること、ベルギーもそれを認めてきたことなどから、ベルギーの訴えを退けた（C.I.J.Recueil 1970, pp.42-44, pars.70-76, pp.50-51, par.100、皆川『国際法判例集』521-527頁）。この判決については、種々の議論がある 。

## 国際人権法
「国際人権法」(International Human Rights Law; Droit international des droits de l'Homme)とは、国際法によって個人の人権を保障する、国際法の一分野をいい、第二次大戦後に急速に発展してきた分野である。第二次大戦前は、人権は国内問題として、国内問題不干渉義務（国際連盟規約15条8項）の下、各国の専属的事項とされていた。しかし、第二次大戦の反省から、国連憲章において人権保護が規定され、戦後急速に国際平面における人権保護が発展しだした。その端緒は、1948年の国連総会において採択された「世界人権宣言」（Universal Declaration of Human Rights）である。
国際人権法は、二つに分類することができる。普遍的保障と地域的保障である。
第一に、普遍的保障であるが、これは、国連システムと条約制度に分けられ、多くの場合が一般的に強制力をもった履行手続きを備えていない。
国連システムでは、国際連合経済社会理事会が創設した「国際連合人権委員会」の制度があった。2006年に、同委員会は「国際連合人権理事会」(the Human Rights Council)に発展した（国連総会決議60/251; A/RES/60/251, 3 April 2006）。しかし、基本的な性格や目的は、維持されているといえる。すなわち、国連人権理事会は、テーマ別人権問題について対話の場を提供したり（同決議、5項(a)）、各国による人権に関する義務の履行の普遍的定期的審査を行ったり（同項(e)）、法的拘束力のない「勧告」(recommendations)を行ったり（同項(i)）するにとどまる。国連人権委員会での最大の問題点がその「政治性」であったが、人権理事会となった現状でも、独立した判断機関とはいえず、政治的組織の内部に属するものにとどまっているという他はない。国連システムにおける人権保護は、「1235手続き」及び「1503手続き」に基づく「国別手続き」、そして「テーマ別手続き」に分かれる。
条約制度として、世界人権宣言を条約化したといわれる経済的、社会的及び文化的権利に関する国際規約（社会権規約）と市民的及び政治的権利に関する国際規約（自由権規約；ICCPR）があるが、特に発達している自由権規約の制度においても、自由権規約の第1選択議定書の下の個人通報制度では、自由権規約人権委員会 (the Human Rights Committee) は、法的拘束力のない「見解」(views)を述べる権限を有するにとどまる。他にも、国連の下で、人種差別撤廃条約、アパルトヘイトの防止と処罰に関する条約、女子差別撤廃条約、こどもの権利条約等の人権条約が作成され、実施されているが、同様に、拘束力のある決定を下す機関はない。
第二に、地域的保障は、欧州人権条約（正式名称、「人権と基本的自由の保護のための条約」）、米州人権条約、アフリカ人権憲章（正式名称、「人及び人民の権利に関するアフリカ憲章」）が非常に発達している。各制度は、独自の人権裁判所を有しており、強制的な法的拘束力のある判決を下して、その実効性を担保している点で、先の普遍的保障の制度と大きく異なる。なお、アジアにおいて、地域的人権条約を創設しようとする努力もなされたことがあるが、いまだ実現していない。
欧州人権条約は、「欧州評議会」（le Conseil de l'Europe; the Council of Europe）の下、基本的自由が世界における正義と平和の礎であるとして（前文）、1950年につくられた。加盟国は、広く、EU諸国から、ロシア、トルコまで含む。国家に加えて、個人や非政府団体も、ここに締約国の条約違反を直接訴えることができる（34条）「欧州人権裁判所」を有し、現在、大変活発に活動している。同裁判所の判決は強制力を有し（第46条）、加盟国を直接、法的に拘束する。
米州人権条約は、1969年に欧州人権条約にほぼ倣ってつくられた制度であり、同様に「米州人権裁判所」を有する。同裁判所も活発に活動しており、国際法の観点からは、例えば、1999年に国際司法裁判所で争われた「ラグラン事件」（メキシコ対米国）に関連して、独自に勧告的意見を出したことなどが、注目されている。
1981年に成立した人及び人民の権利に関するアフリカ憲章は、人権の保護を目指すと同時に、人民の平等（19条）や発展の権利（22条）も目的としている。同条約が設置していた「アフリカ人権委員会」は、その後、2006年に「アフリカ人権裁判所」（正式名称、「人及び人民の権利のアフリカ裁判所」; la Cour africaine des droits de l'homme et des peuples）に代わり、他の地域的制度と同様に司法機関を持つようになった。しかし、条約の実効性については、未だ発展段階にあるといえる。2008年7月1日に、「アフリカ司法人権裁判所規程に関する議定書」（Protocol on the Statute of the African Court of Justice and Human Rights）が成立し、これによれば、「アフリカ人権裁判所」と「アフリカ連合司法裁判所」の二つの裁判所が統一されることになっている（2020年6月18日現在、55ヶ国中、署名33ヶ国、批准8ヶ国。発効には15ヶ国の批准が必要）。この新たな裁判所は、条約、慣習法、アフリカ諸国に共通の一般原則を適用するとされ、勧告的意見も発することができることになっている。
国際人権法の最大の課題は、その国内的実施である。特に、各種人権条約の国内法秩序への直接適用性(direct applicability)が問題となる。日本において、自由権規約(ICCPR)については、国内判例では、1994年4月27日大阪地裁判決、1993年2月3日東京高裁判決、1997年3月27日札幌地裁判決ほかで関連条項の直接適用性が認められた。社会権規約(ICESCR)については、これが漸進的性格を有するゆえに、原則として直接適用性は認められず、1984年12月19日最高裁判決（「塩見事件」）でもICESCR第9条の直接適用性が否認されたが、社会権規約委員会（the Committee on Economic, Social and Cultural Rights）の一般注釈第3番(General Comment No.3)ではICESCR第2条の差別の禁止等、特定の条項は自動執行力があるとされている。

## 国際経済法
「国際経済法」(International Economic Law)とは、国家間の経済活動を規律する国際法の一分野であり、第二次大戦後に急速に発展した分野の一つである。1947年の「関税と貿易に関する一般協定」(GATT; General Agreement on Tariffs and Trades)により、経済的価値が国際法に導入された。GATTの目的は、自由貿易の促進にある。そのために、「自由」（貿易制限措置の関税化及び関税率の削減; 関税譲許（2条））、「無差別」（最恵国待遇（1条）および内国民待遇（3条））、「多角」（＝ラウンド、交渉）の三原則が存在する。
そして、多角的貿易交渉・ウルグアイ・ラウンドの成果として、1994年に「マラケッシュ協定」が成立し、翌年、「世界貿易機関」(WTO; World Trade Organization)が設立に至り、単なる条約にすぎなかったGATT制度は、国際組織となった。そして、ウルグアイ・ラウンドで結ばれた数々の協定により、その対象領域は急速に拡大した。例えば、「サービスに関する一般協定」(GATS; General Agreement on Trade in Services)、「衛生植物検疫措置の適用に関する協定」（SPS協定; Agreement on the Application of Sanitary and Phytosanitary Measures）、「知的所有権の貿易関連の側面に関する協定」（TRIPs協定; Agreement on Trade-Related Aspects of Intellectual Property Rights）、「紛争解決に係わる規則及び手続きに関する了解」(Understanding on Rules and Procedures Governing the Settlement of Disputes)などである。
WTOによって設立された紛争解決機関(DSB; Dispute Settlement Body)は、その後のGATT/WTO法の実効性に大きく寄与することとなった。特に、米国によりたびたび適用されてきた「スーパー301条」による一方的措置がこれによって禁じられ、全ての紛争は、「小委員会」(Panel)及びその上訴機関の「上級委員会」(AB; Appellate Body)の「報告」(Report)に服することになった。GATT/WTO法は、自己完結的制度(self-contained regime; un régime se suffisant à lui-même)といえるだけの性格を保有するに至ったといわれることもある。
また近年、GATT/WTO法による環境保護が急速に発展している。GATT20条(b)は、「人、動物又は植物の生命又は健康の保護のために必要な措置」を、同条(g)は、「有限天然資源の保存に関する措置」を、締約国に認めている。ただし、20条前文は、「ただし、それらの措置を、…濫用的に(arbitrary)もしくは正当と認められない差別的待遇の手段となる方法で…適用しないことを条件とする」としている。WTOが出来る前の1991年の「第一マグロ・イルカ事件」（メキシコ対米国; Tuna/Dolphine Case I）において、パネルは、20条(b)または(g)によって域外管轄権の行使を認めると、GATTで保障されている他の締約国の権利を害することになってしまう、として、米国の海洋哺乳動物保護法（MMPA; Marine Mammal Protection Act）による措置は正当化できないとした（Report of the Panel, paras.5.27, 5.32, 30 I.L.M. 1594(1991)）1994年の「第二マグロ・イルカ事件」(Tuna/Dolphine Case II)においても、本質的に同様の理由により、米国のMMPAに基づく措置は正当化できないとした(33 I.L.M. 839(1994))。しかし、1998年の「小エビ事件」において、上級委員会は、GATT20条(g)にある「有限天然資源」の文言について、他の環境条約も考慮した「発展的解釈」により、「生物天然資源及び非生物天然資源」も含むと解釈した（WT/DS58/AB/R, paras.129-130）。これにより、各国の天然資源保護を目的とした一方的措置の可能性が開けたといえる。
TRIPs協定については、2001年の「ドーハ宣言」によって、抗HIV薬の特許に関するモラトリアムを最貧国(LDCs)に対しては2012年まで延期する旨、決定されたことが注目される。その後、インドや南アフリカにおいて、ヨーロッパの製薬会社が、抗HIV薬の違法コピーを訴える事件が起こったが、南アフリカでは製薬会社が訴訟を取り下げ（Le Monde interactif, 19 avril 2001）、インドでは製薬会社の訴えを退ける判決が下されている（「Novatis vs.Union of India他事件」マドラス高等裁判所判決、2007年8月6日、W.P.Nos.24759 and 24760 of 2006）。
農業分野では、日本・EUと米国の対立が解けず、シアトル・ラウンドは不成功に終わった。現在も、農業分野の協議が続行されているが、日本は農業生産物の輸入関税の大幅な引き下げを余儀なくされることが危惧されている。
また、最近では、各国間で「自由貿易協定」(FTA; Free Trade Agreement)や「経済連携協定」(EPA; Economic Partnership Agreement)が活発に結ばれている。これは、GATT24条の、貿易の自由の拡大のための関税同盟（例えば、EC）または自由貿易協定を締結することを認める、という規定に基づく。日本は、2002年にシンガポールと初のFTA（日本・シンガポール新時代経済連携協定）を締結した。その後も、メキシコとFTAを締結、ASEAN諸国を中心にその他の国ともEPAを活発に結び、また結ぼうとしている。
日本は、環太平洋パートナーシップ協定を結び、これは2018年12月30日に発効した（TPP11）。

## 国際環境法
国際環境法とは、国際的な環境問題に対処するための国際法の一分野である。その特徴は、「持続可能な発展」（Sustainable Development; SD）概念として現れている。すなわち、従来の国際法が、現在の世代の利益のみを考慮していたのに対して、近年の国際環境法、特に地球環境保護を目的としたものは、現在のみならず将来世代の利益の保護を目指したものであり、過去、現在、未来世代という、時間を超越した「人類」（l'humanité）概念に結びついている。
確かに、20世紀半ばまでは、国際環境法も他分野と同じく、主権国家間の紛争の平和的解決の手段にすぎなかった。すなわち、当時は、「領域使用の管理責任」概念や「相当の注意義務」（due diligence）概念を適用する「共存の国際法」であった（1941年「トレイル溶鉱所事件」（米国/カナダ）仲裁裁判所判決、A.J.I.L., Vol.35, 1941, p.716）。
しかし、1972年の「ストックホルム人間環境宣言」を契機に、地球環境保護が、「人間の福利および基本的人権ひいては生存権そのものの享有にとって不可欠である」（前文）と認められるに至った。このころの国際環境法は、海洋汚染対策（1973年の「航行による汚染に関するロンドン条約」）、特定の動植物の保護（1979年の「野生動物相に属する移動性の種の保護に関する条約」）、UNEPの下で採択された各種地域海洋に関する条約など、まだ「部門別アプローチ」の方式をとっていた（「第一世代の国際環境法」）。
その後、1980年代後半からは、国際共同体全体の利益を管理することを中心問題とした「第二世代の国際環境法」を設定する条約が次々と生まれるようになった。オゾン層の保護、地球温暖化への対処、生物多様性の保護、砂漠化への対処などである。1992年にブラジルのリオ・デ・ジャネイロで開催された環境と開発に関する国際連合会議から生まれた、「気候変動枠組条約」、「生物多様性条約」、そして法的拘束力はないが「森林原則宣言」は、その典型的なものである。
現代の国際環境法の特徴は、(1)防止原則/予防原則、(2)共通だが差異のある責任、(3)私的アクターの三つが挙げられる。
第一に、「防止原則」（Preventive Principle; 「ストックホルム人間環境宣言」第21原則、「環境と開発に関するリオ宣言」第2原則）とは、科学的予測によって、自国の行為が環境を害する恐れがある場合には、前もってその行為を思いとどまらなければならない、という原則である。近年は、それよりさらに進んだ「予防原則」（precautionary principle; 「リオ宣言」第15原則）が確立し始めており、すでにいくつかの条約で採用されている（「気候変動枠組条約」3条3項、「生物多様性条約」前文および「カルタヘナ議定書」10条6項ほか）。それは、たとえ科学的データによって環境を害することが明らかではない場合でも、重大で回復不能な損害を与えるリスクの存在だけで、当該行為を規制しなければならないという原則である。ただ、「予防原則」が一般慣習法に成熟したかどうかは、争いがある。
1998年「EC・ホルモン肉事件」において世界貿易機関（WTO）上級委員会は、予防原則が一般または慣習国際法であると加盟国によって幅広く受け入れられているかはより明らかではなく、ただこの抽象的な問題には入り込む必要はないとした。そして、予防原則は小委員会を通常の条約解釈の義務から解放するものではなく、それはSPS協定5条1項及び5条2項をくつがえすものではないと判断した（WT/DS26/A/R, WT/DS48/A/R, 16 January 1998, pp.46-48, paras.120-125.）。
その後、2011年「深海底における活動に関連する国の責任と義務」国連海洋法裁判所海底紛争裁判部勧告的意見において、予防アプローチはますます多くの国際条約の中に取り込まれてきており、それらの多くはリオ宣言第15原則の形式を反映しているのであり、そのことにより同原則が慣習国際法の一部になる方向への傾向が始まったと示した（ITLOS Reports 2011, p.47, para.135.）。
第二に、「共通だが差異のある責任」（common but differentiated responsibility; 「リオ宣言」第7原則）は、精神的な結びつきである「国際共同体」概念がその基礎にあると考えられる。すなわち、十分な対応能力を有する先進国と比べて、技術力や資金力を有しない発展途上国を別に扱うことである。たとえ違反が行われてもその事実のみを指摘して制裁を科さない「不遵守手続き」(Non-Compliance Procedure; NCP)や先進国から途上国への技術移転、資金援助などを規定する国際条約が、今日では非常によくみられる。
第三に、私的アクター、すなわちNGO（非政府組織）が様々な条約作成や履行委員会などの国際会議に出席して発言したり、ロビー活動を通じて国家の意思決定に積極的に関わるという現象が見られる。
また法源としては、事態に敏速に対応するために、まず「枠組条約」（framework-convention; une convention-cadre）を設定した後、締約国会議（COP; Conference Of the Parties）を継続させ、その中で「議定書」(Protocol)、「附属書」(Annex)、「決定」(Decision)を追加していく、という方式がよく採られる（気候変動枠組条約のCOP3(1997年)で成立した「京都議定書」ほか）。また、ソフトロー的な法的拘束力のない文書を先行させて、後のハードローである条約や慣習法の成立を誘発させる、という形もとられている。

## 紛争解決
「紛争解決」については、紛争の平和的解決の義務が国際法上、確立している。国連憲章2条3項は、「すべての加盟国は、その国際紛争を平和的手段によって国際の平和及び安全並びに正義を危うくしないように解決しなければならない」と定める。これは、憲章2条4項の武力による威嚇または行使の禁止原則からも導かれ、武力によって紛争を解決してはならないことに帰着する。また、憲章33条1条は、「いかなる紛争でも…その当事者は、まず第一に、交渉、審査、仲介、調停、仲裁裁判、司法的解決、地域的機関又は地域的取決の利用その他当事者が選ぶ平和的手段による解決を求めなければならない」と規定する。すなわち、平和的解決の手段の当事者の自由選択性である。この33条で定められた原則は、慣習国際法になっているとされる（「ニカラグアにおける及びニカラグアに対する軍事的、準軍事的活動事件」国際司法裁判所判決、I.C.J.Reports 1986, p.145, para.290）。「国際紛争の平和的解決に関するマニラ宣言」（国連総会決議37/10）は、「国家は誠実にかつ協力の精神で、国際紛争の一つの迅速かつ衡平な解決を探求しなければならない」（附属書5項）とする。
「交渉」(negociation; la négociation)とは、当事者が直接の話し合いによって解決のための共通の合意に達することをいう。最も基本的な平和的解決の手段である。それは「誠実な交渉」(negociation in good faith)であると考えられる。これは、単なる形式的な話し合いではなく、合意に到達する目的を持って、どちらかが自分の立場の変更を考えないでそれに固執する場合ではない、有意義な交渉であるとされる（「北海大陸棚事件」国際司法裁判所判決、I.C.J.Reports 1969, p.47, para.85、皆川『国際法判例集』394頁）。前記「マニラ宣言」も、「直接交渉は当事者の紛争の平和的解決の柔軟で実効的な手段である」（10項）とする。
「審査」(enquiry; l'enquête)とは、紛争の解決の枠組みにおいて、争われている事実の公平な解明を目的とする手続きである。1907年の「国際紛争平和的処理条約」9条では、「締約国ハ、単ニ事実上ノ見解ノ異ナルヨリ生シタル国際紛争ニ関シ…之ヲシテ公平誠実ナル審理ニ依リテ事実問題ヲ明ニシ、右紛争ノ解決ヲ容易ニスルノ任ニ当タラシムル」とされる。
「仲介」(mediation; la médiation)とは、紛争両当事者の合意によって求められる一又は複数の第三者（国家、機関、私人）が両当事者の間に入って話し合いを促進させるために両者の主張を融和させることをいう（cf.「国際紛争平和的処理条約」4条）。
「調停」(conciliation; la conciliation)とは、「固有の政治的権限のない機関が、係争にある当事者の信頼を享受し、係争の全ての面を検討し当事者に拘束的でない一つの解決を提案する任務で、国際紛争に介入することと定義されうる」。
「仲裁裁判」(arbitration; l'arbitrage)とは、広義には、当事者によって委ねられた第三者によってなされる法的拘束力のある決定によって紛争を解決する方法である（cf.「ローザンヌ条約第3条2項の解釈」常設国際司法裁判所勧告的意見、C.P.J.I., série B, n°12, 1925, p.26）。仲裁裁判判決に対しては、(1)裁判所の「権限踰越」、(2)裁判官の買収、(3)判決の理由の欠如または手続きの根本規則の重大な逸脱、(4)仲裁の合意または付託合意（コンプロミー）の無効を根拠に判決の無効を訴えることができるとされる（国連国際法委員会「仲裁手続きに関する規則モデル」35条）。1960年の国際司法裁判所における「1906年12月23日にスペイン王が下した仲裁判決に関する事件」はその例である。また、「エリトリア・エチオピア紛争」では、両国の合意で常設仲裁裁判所の下での「境界委員会」の設置が決まり、それは「最終的で拘束的」(final and binding)とされた。同委員会は、2002年4月13日に境界画定の決定を下したが、エチオピアはこの決定に対して、「解釈、修正、協議ための」請求を提示した。「境界委員会」は上訴は認められないとし、これを退けたが、両国の緊張は再び高まり、国連安保理が介入するに至り、2005年12月19日に両国の合意に基づいて設置された「賠償委員会」の決定が下され、2006年11月27日には、「境界委員会」は両国欠席のまま、緊急に境界画定に関する報告を発している（R.G.D.I.P., t.110, 2006/1, pp.195-202.）。
「司法的解決」(judicial settlement; le règlement judiciaire)とは、当事者の外部にある、法に基づいて法的拘束力のある決定を下すことのできる権限を有する機関（裁判所）によって紛争を解決することである。その典型例が、国際司法裁判所の判決による紛争の解決である。国際司法裁判所で裁判を開始するためには、両当事国による裁判付託の同意が必要である。ただし、国は裁判管轄権が義務的であるといつでも宣言することができ（選択条項受諾宣言; Optional Clause）、この宣言を行った国の間においてはその宣言が定める事項的、時間的範囲内で国際司法裁判所は管轄権を有する（国際司法裁判所規程36条2項）。特定の条約において、その条約の適用、解釈の問題が起こった場合には国際司法裁判所に付託することを締約国に義務づけている場合もある（「集団殺害罪の防止および処罰に関する条約」9条、「義務的紛争解決についての領事関係に関するウィーン条約第一選択議定書」1条ほか）。国際司法裁判所の判決は、「当時国間において且つその特定の事件に関してのみ拘束力を有する」（国際司法裁判所規程59条）。また、「判決は、終結とし、上訴を許さない」（同60条）。
1966年「南西アフリカ事件（第二段階）」（エチオピア対南アフリカ、リベリア対南アフリカ）において、田中耕太郎判事は、裁判所は法体系、法制度、法規範から独立して法を創造することは許されていないが、それら法体系らの存在理由(raison d'être)から導き出したもので法の欠缺を埋めることは可能であるとした。そして、社会秩序及び個人の必要性(necessity)が法の発展の指導要素の一つであることは認めなければならないとし、必要性が当事国や関係国の意思から独立して法を創造しても、（国際組織の承継に関する）当事国の「合理的に仮定される（引き受けられる）意図」(reasonably assumed intention)による説明が意思主義と妥協しうると説いて、被告南アフリカは国際連盟規約22条及び委任状の国際義務を保持し続けている、と結論した（Dissenting Opinion of Judge Tanaka, I.C.J.Reports 1966, pp.277-278.）。
国際司法裁判所以外にも、常設仲裁裁判所(PCA)などがある。常設仲裁裁判所は、国際司法裁判所と違って、個人または団体も当事者となることができるのが最大の特徴である。また、特定の条約制度（レジーム）内において、紛争解決のための独自の司法制度を整えているものもある。例えば、国連海洋法条約における司法制度（287条）及び同附属書VIによる国際海洋法裁判所(ITLOS)、世界貿易機関(WTO)における紛争処理機構(DSB)（パネル(Panel)、上級委員会(AB)の報告及びその履行）である。企業と外国国家間の投資に関する紛争を解決するための「投資紛争解決国際センター」(ICSID)も設置され、現在、大変活発に活動している（「国際投資法」）。
このように、今日では、常設の司法機関が次々と創設され、「国際裁判所の増加」(la multiplication des juridictions internationales)の現象が起きている。このため、異なる裁判所間で、同一の事項につき異なる判断がなされる結果としての「国際法の断片化」(fragmentation)が議論されている。
上記のような紛争の平和的解決を経て、ある国の国際義務違反が確認、認定された場合には、その違法行為によって生じた損害を賠償(reparation)する義務が生じる。これは、「国家責任法」という、また別の大きな国際法の一分野である。国家責任法とは、「国家の国際違法行為から生じうる国際法上の新たな関係」（ILC条約草案1条コメンタリー; YbILC, 1973, Vol.II, Pt.2, p.176）を規律する法規則の総体をいう。2001年には、実に約50年をかけて、国連国際法委員会(ILC)による同法の慣習法の法典化として、「国際違法行為に対する国の責任」(Responsibility of States for Internationally Wrongful Acts)条約草案（「国家責任条約草案」、特別報告者James Crawford）が国連総会で採択された(2001年12月12日、国連総会決議56/83)。その第1条では、「国のすべての国際違法行為は、当該国の国際責任を伴う」とされている。これに従い、責任を負う国は、賠償として、「原状回復」（35条）を原則に、それでは十分に回復されないときには「金銭賠償」（36条）、「精神的満足」(satisfaction)（37条）を損害を被った国に対して行う義務がある。同条約草案は、一般国際法の強行規範(jus cogens)に基づく義務の重大な違反の法的帰結を定めており、諸国の合法的な手段によるその違反の終結のための協力義務とその違反によってもたらされた状態の不承認義務が規定されたことが特に注目される（41条）。

## 武力紛争法
「武力紛争法」（Laws of War; Droit des conflits armés）とは、戦時に適用される国際法（戦争における法 jus in bello）の総称であり、武力行使の発動に関する法（戦争のための法 jus ad bellum）と対比をなすものである。その本質は、戦時における人間の保護にある。従来より「戦時国際法」とも呼ばれていたが、現代的には「国際人道法」(International Humanitarian Law; Droit international humanitaire)と称されることもある。しかし、武力紛争法の一部である「中立法」は、国際人道法から除かれる。また、国際人道法は、今日、その適用範囲を拡大し、戦時における非交戦の個人の保護のみならず、平時における非人道的行為から個人を保護することまでも含み、「国際人権法」の領域と重なるようになっている（「国際刑事裁判所規程」参照）。「国際刑事法」(International Criminal Law; Droit international pénal)は、重大な国際人道法の違反行為を処罰する法として存在するが、さらにハイジャックや海賊、テロ行為の処罰までも射程に入れており、その適用範囲は広い。
武力紛争法には、二つの法があるとされる。「ハーグ法」（Hague Law; Droit de La Haye）及び「ジュネーブ法」（Geneva Law; Droit de Genève）である（1996年「核兵器の威嚇または使用の合法性」国際司法裁判所勧告的意見、I.C.J.Reports 1996(I), p.256, para.75）。
「ハーグ法」とは、主として、1868年の「サンクトペテルブルク宣言」や、1899年から1907年にオランダのハーグにおいて慣習を法典化した国際条約、すなわち、「開戦に関する条約」、「陸戦の法規慣例に関する条約」（これに付属する「陸戦の法規慣例に関する規則」）、「陸戦の場合に於ける中立国及び中立人の権利義務に関する条約」、「海戦の場合に於ける中立国及び中立人の権利義務に関する条約」など一連のものを指す。それらの目的は、交戦国・交戦員の軍事作戦の行動の際の権利と義務を定め、国際武力紛争において敵を害する方法と手段を制約することにある。
「ジュネーブ法」とは、「ジュネーヴ諸条約 (1949年)」及びそれに付属する「ジュネーヴ諸条約の追加議定書 (1977年)」（「第一追加議定書」、「第二追加議定書」）及び2005年の「第三追加議定書」で定められた規則の総体で、戦争犠牲者を保護し、戦闘不能になった要員や敵対行為に参加していない個人の保護を目的とするものである。
武力紛争法においては、締約国は、たとえ条約によって規定されていない場合においても、市民及び交戦団体が「文明国間で確立した慣例、人道の法、公の良心の要求」([les] usages établis entre nations civilisées, [les] lois d'humanité et [les] exigences de la conscience publique)に由来する国際法の諸原則の下にありかつ保護下にあることを確認するという（前掲「陸戦の法規慣例に関する条約」前文ほか）、いわゆる「マルテンス条項」(Martens Clause; la Clause de Martens)が極めて重要である。
ジュネーブ諸条約は、その遵守を確保するために、「重大な違反行為」（les violations graves）の処罰のための国内法（普遍主義）の整備を締約国に義務づけている。これに基づき、各国は、国際人道法違反行為を処罰する国内法を置き、近年、旧ユーゴスラビア紛争やルワンダでのジェノサイドに関する訴追が行われている。最近では、「1993/1999年ベルギー法」、いわゆる「ベルギー人道法」が注目されていた（2003年8月に独立した法律としては廃止し、刑法典、刑事訴訟法典に挿入）。日本でも、2004年に、普遍主義を規定した「国際人道法の重大な違反行為の処罰に関する法律」（平成16年法律第122号）が制定された。国際裁判所としては、旧ユーゴスラビア国際刑事裁判所(ICTY)、ルワンダ国際刑事裁判所(ICTR)が国連安保理の決議によって設置され、上記二つの事件に関してそれぞれ活動している。普遍的なものとしては、1998年に初めて常設の国際的な刑事裁判所である「国際刑事裁判所」(ICC)のための「ローマ規程」が成立し、2003年に同裁判所が設置され、現在、コンゴの事件などで活動中である。
1996年「核兵器の威嚇または使用の合法性」国際司法裁判所勧告的意見で、裁判所は、国際人道法の核となる原則が、第一に文民の保護、第二に戦闘員に不必要な苦痛を与えないこと、にあることを確認した。しかし一方、ある国々が、自衛権の行使として低エネルギー放射の戦略的核の使用は文民の被害を比較的出さないから必ずしも禁止されないと主張し、また他方、ある国々が、核兵器への訴えはあらゆる状況で決して国際人道法の原則と規則に合致しないと主張したことについて、いかなる国も、そのような「きれいな」使用を正当化する正確な諸状況が何なのか、また逆に、その限られた使用が高エネルギー放射の核兵器の使用にエスカレートするのかどうか、指摘しなかったとする。そして、それゆえ、各国家が生存する根本的権利とその自衛への訴え、及び、核抑止力の政策に言及する実践に鑑みると、そのような自衛の究極の状況では、裁判所は核兵器の使用の合法性、違法性について決定的な結論に至れなかったと述べた(I.C.J.Reports 1996 (I), pp.257-263.)。
裁判所は、同勧告的意見の最後に、核拡散防止条約6条の下の、厳格で実効的な国際管理の下の核軍縮への誠実かつ完結をもたらす話し合いをする義務が、今日の国際共同体全体にとって死活的に重要な(of vital importance to the whole of the international community today)目標であり続けているのは疑いない、と念を押している(Ibid., pp.265, 267.)。人道法の諸目的は、その発展のみならず、軍縮の実現なくしては達しえないものだといえる。

## 国内法との関係
この問題は、古くは、「一元論」(monism)対「二元論」(dualism)として争われてきた。特に「一元論」の国際法優位主義は、国際法秩序が各国の国内法秩序を包合し、全体として国際法が優位するとする。しかし、国際判例や国家実行は、一貫して「二元論」の立場を支持してきている。「二元論」とは、国際法秩序と各国の国内法秩序は、独立した関係にあるとする立場である。ただし、これは、国内法秩序、国際法秩序がそれぞれ無視しあってよいということではなく、互いに尊重し調整しあうという「等位理論」を意味する。
まず、国際法秩序における国内法の地位を述べる。
国際判例は、一貫して「二元論」の立場をとる。国際司法裁判所は、1989年の「シシリー電子工業会社事件」判決において、公の機関の行為が国内法に違反するからといって、それが国際法における違反とは必ずしもならない、と判示した(I.C.J.Reports 1989, p.74, para.124)。さらに、ウィーン条約法条約27条は、「当事国は、条約の不履行を正当化する根拠として自国の国内法を援用することはできない」と規定する。
次に、国内法秩序における国際法の地位である。
各国は、それぞれ多様な国際法の国内法秩序への編入方式を採用している。一つの立場は、「編入一般的受容」(incorporation or adoption)方式であり、国際法はなんら国内的措置を経ずに、国内法秩序に直接適用されるとする方式である。第二のものは、「変形」(transformation)方式であり、国際法を国内法秩序に適用するには、国内法への変形が必要とする方式である。第三のものは、「執行指示」(Vollzungsbefehl)方式であり、国内の法適用機関に国際法を直接適用するように指示、命令をし、そのための権限を国内的措置により執るという方式である。
条約と慣習法によっても、各国においてそれぞれの扱われ方が異なる場合が少なくない。各国毎に詳しく述べるには余白がないので、ここでは、特に問題となる「自動執行力のある」(self-executing)条約の国内法秩序への直接適用性(l'applicabilité directe)について述べることにする。
米国では、米国のそのときの意図（the intention of the United States）により、ある合意が「自動執行力がある」か否かが判断されることになり、そうでない場合には立法か適切な執行または行政行為による履行を待たなければならない（Restatement of the Law Third. The Foreign Relations Law of the United States, Vol.1, §111, h.）。一方、イギリス及びコモンウェルス諸国の場合には、たとえ「自動執行力のある」条約でも、国内法に変形する必要があると判例で確立している（「変形」方式）。他のヨーロッパ各国では、「編入一般的受容」方式をとる国として、ベルギー（判例で確立）、スペイン（最高裁判例で確立、通常、公布が必要）、フランス（官報で公示が条件）、ギリシア（判例で確立）、ルクセンブルク（裁判所が判断する）、オランダ（改正憲法93条、公示が必要）、「変形」方式をとる国として、アイルランド（憲法29条5項）、デンマーク（憲法19節によれば国会の立法または行政命令が必要）、「執行指示」方式を採る国として、ドイツ（「承認法」による）、イタリア（執行命令）、十分な結論が確立していない国として、ポルトガル、スイスがある。日本の場合には、判例は一貫して、「自動執行力のある」条約は、天皇の公布によって、国内法秩序に直接適用されるという立場をとっており、「一般的受容方式」に分類される（日本国憲法第98条2項、7条1号）。ただし、国際法は法律には優位するが、国内では憲法が最高法規であるとする立場が通説である。なお、ドイツ連邦共和国基本法第24条は国際機関による主権の制約を認め、同第25条は国際法の規範が憲法と一体をなすことを明記している。
最新の動向によれば、特に国連安保理決議の国内への直接適用性が議論となっている。すなわち、テロ行為に荷担する行為を規制するために国内の私人や法人に直接、義務を課す安保理決議の妥当性が欧州司法裁判所（EC司法裁判所）によって審理され、同裁判所は、安保理決議が強行法規(jus cogens)に反する場合にはこれを無効とできると判示した（2005年7月21日「Yusuf事件」第一審判決(T-306/01)）。同判決は、安保理の司法的コントロールの可能性に道を開いたことでも、大変注目されている。
EC法秩序と国内法秩序の関係は特殊である。EC法、特にその二次法規のうちの「規則」(le règlement)は、加盟国の国内法秩序に直接適用される（EC条約249条）。判例も、「規則」が加盟国の国内法秩序に直接適用され、かつその国内法に優位するという点で確立している（1964年「Costa対ENEL事件」欧州司法裁判所判決）。EU/EC各国も、その国内憲法において、「規則」の国内法秩序における直接適用性を認めている。しかし、「指令」(la directive)の直接適用性については、個別的に検討する必要がある。また、EC法と各国憲法との優位性については不明瞭であり、加盟国の立場では、ドイツ（1974年の「Solange I事件」および1986年の「Solange II事件」連邦憲法裁判所判決）、イタリア（1973年12月27日、憲法裁判所判決）などは、国内ではEC法より憲法が優位する立場をとっている。

## 国際法は「法」であるか
国際法は、国内法のような立法・行政・司法の中央集権機関がなく、組織的な法の適用、執行の機構を欠いている。そのため、国際法の法としての性格を否定する学説が19世紀末から20世紀初頭に特に見られた。これは、すなわち、国際法の強制性の問題である。例えばジョン・オースティンは、実定法は「主権者の命令」であり、義務違反に対する制裁を予定しているものであるが、国際法にはそうした条件がなく、単なる「実定的な道徳」にすぎないとした。
日本は、江戸時代後期、米国との間に締結された1854年の日米修好通商条約によって「開国」し、続いてその他ヨーロッパ諸国とも条約を結んでいった。それらの条約は、領事裁判権その他の特権を欧米諸国に認めた「不平等条約」であったが、ともかく、それによって日本が「ヨーロッパ近代国際法」に接する機会が得られ、次第に国際的実践の規範としての国際法への自覚を高めていったことは注目されると説かれる。（一方、20世紀以前には、ヨーロッパの他に、中国圏、イスラム圏といった世界が存在し、それぞれ「法」・「儀」・「礼」や「シャーリア」(shari'a)といった法で規律されており、20世紀にそれらの文明とヨーロッパ文明が衝突した、と指摘されうる。）また、明治政府は、五箇条の御誓文で、万国公法を「天地の公道」としてその遵守を謳い、その後、歴代の政府がヨーロッパ国際法の知識の移入、教育、研究に大きな力を注いだ。
現代の国際法においては、その強制力は、国際法違反行為に対する被害国による「対抗措置」（countermeasures; les contre-mesures）（「国家責任条約草案」49条以下）や報復（retortions）（合法的な措置）といった形で存在する。特に、制度的にも整備されているものとして、GATT/WTO法違反と認定された行為についての世界貿易機関（WTO）紛争処理機構（DSB）の決定、その実施、DSBが承認する譲許その他の義務の停止がある。また実際、ほぼ全ての国が、国際法を法として認識し、その法務を扱う部門を外務省に設置し、かつこれを遵守しているため、現在では国際法の法的性質を肯定する学説が通説となっている。
しかし問題点もあり、例えば、国連安保理の表決制度には、常任理事国（米、英、仏、露、中）の拒否権があり、事実上、これら常任理事国への憲章七章に基づく強制措置はできない。国際司法裁判所の判決も、一方の当事国がそれを履行しない場合には他方の当事国は安保理に訴えることができるが（94条2項）、前者が常任理事国の場合には事実上、安保理の措置はなされない。そこで、今日でも、国際法は「原始法」(le droit primitif)であるという主張がなされる場合もあるが、対して、今日の国際世論の力(la force publique)を認めこれが国際法の実効性を支えているという指摘もある（近年、確立しつつある「国際市民社会」概念も参照）。
国際法の法的拘束力の基礎については、近代より議論されてきており、国家の基本権の理論や、国家が拘束されることに同意しているからとか、ケルゼンの根本規範の原理や、自然法から説明する立場など様々であるが、究極的には、人間が理性的な生き物として、その生きていく世界を支配する原理が秩序にあると信じることを強いられていることにある、とする見解が一つの有力な説明である。